# Гухойское сельское поселение
Гухойское се́льское поселе́ние — муниципальное образование в Итум-Калинском районе Чечни Российской Федерации.
Административный центр — село Гухой.

## История
Статус и границы сельского поселения установлены Законом Чеченской Республики от 14 июля 2008 года № 46-РЗ «Об образовании муниципального образования Итум-Калинский район и муниципальных образований, входящих в его состав, установлении их границ и наделении их соответствующим статусом муниципального района, городского и сельского поселения».

## Население
| 2010 | 2012 | 2013 | 2014 | 2015 | 2016 | 2017 |
| ---- | ---- | ---- | ---- | ---- | ---- | ---- |
| 685  | ↗716 | →716 | ↘706 | ↗729 | ↗760 | ↗763 |
| 2018 | 2019 | 2020 | 2021 | 2023 | 2024 |      |
| ↗777 | ↗789 | →789 | ↗832 | ↗839 | ↗854 |      |

## Состав сельского поселения
| № | Населённый пункт | Тип населённого пункта | Население |
| - | ---------------- | ---------------------- | --------- |
| 1 | Гухой            | село                   | ↗685      |
| 2 | Конжухой         | село                   | ↘0        |
| 3 | Мулкой           | село                   | ↘0        |
| 4 | Саирой           | село                   | 0         |